# Auletobius schoeni
Auletobius schoeni is een keversoort uit de familie Rhynchitidae. De wetenschappelijke naam van de soort is voor het eerst geldig gepubliceerd in 2001 door Legalov.